# Klassieke periode (Meso-Amerika)

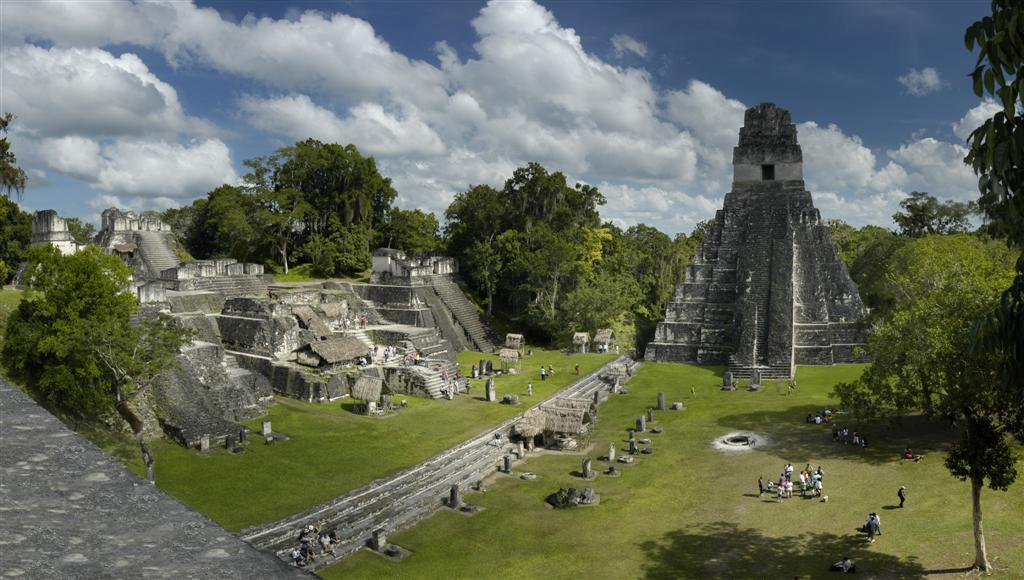
Tikal

De klassieke periode van Meso-Amerika duurde van 300 tot 1200 AD. Culturen kwamen tot bloei, en de Meso-Amerikaanse steden behoorden tot de grootste ter wereld. De klassieke periode wordt vaak nog onderverdeeld in vroeg-klassiek (300-600) en laat-klassiek (600-900). Ze werd voorafgegaan door de formatieve periode van Meso-Amerika en opgevolgd door de postklassieke periode van Meso-Amerika.
In de 8e eeuw kwamen de meeste steden in verval. Teotihuacán werd waarschijnlijk geplunderd en in ieder geval verlaten, evenals de meeste Mayasteden, die al snel overwoekerd werden door het oerwoud. Het ineenstorten van Teotihuacán en vooral van de Mayacultuur heeft menig archeoloog en historicus hoofdbrekens opgeleverd. Er bestaan verschillende theorieën, maar de meeste gaan ervan uit dat het ineenstorten van de Mayacultuur is veroorzaakt door een ecologische ramp. Vermoedelijk hebben de Maya door overbebouwing van de grond hun eigen ondergang veroorzaakt. De Mayabeschaving bleef overigens nog gewoon voortbestaan in het noorden van Yucatán.

## Teotihuacán
In de Vallei van Mexico was het rijk van Teotihuacán in opkomst. Teotihuacán was op haar hoogtepunt met tussen de 100.000 en 250.000 inwoners een van de grootste steden ter wereld. Onder Atlatl Cauac wist het zijn macht uit te breiden tot Yucatán, het leefgebied van de Maya.
De stad lag net ten noordoosten van het huidige Mexico-Stad en is nog steeds een van de belangrijkste toeristische trekpleisters van Mexico. Vooral tussen 300 en 500 AD was de invloed van deze metropool in geheel Meso-Amerika voelbaar. De stad bezat drie grote piramides, een grote hoofdweg ("Weg van de Doden") en verschillende wijken ("barrios") voor verschillende bevolkingsgroepen en ambachtslieden. Zo was er een speciale wijk voor mensen uit Oaxaca en een speciale wijk voor obsidiaanbewerkers. Obsidiaan (vulkaanglas) was waarschijnlijk ook een van de redenen voor het succes van de stad. Vlakbij lagen namelijk belangrijke obsidiaanmijnen en obsidiaan speelde in Meso-Amerika de rol die metalen speelden in de Oude Wereld.
Een andere belangrijke obsidiaanbron in Meso-Amerika lag in de hooglanden van Guatemala.

## Maya

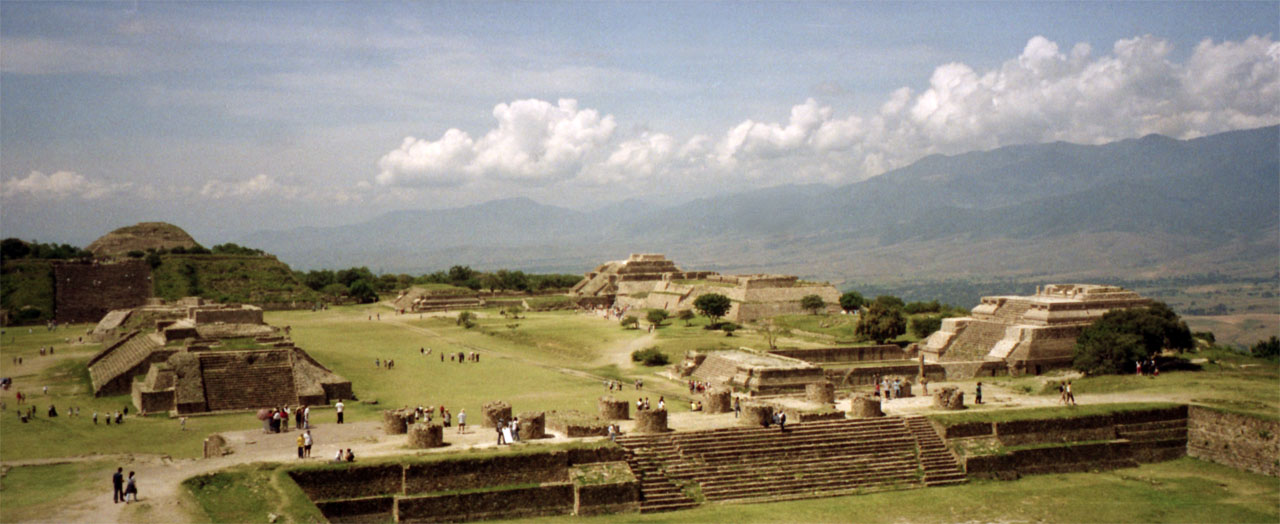
Monte Albán

De Mayabeschaving was op haar hoogtepunt tijdens deze periode. Handel en economie bloeiden, en het Mayagebied behoorde tot het dichtstbevolkte gebied ter wereld. De Maya leefden in stadstaten, geregeerd door ahauob (enkelvoud: ahau), die continu oorlog met elkaar voerden. Bekende Mayasteden uit de Klassieke Periode waren Copán, Tikal en vooral Palenque, dat onder Pacal de Grote een groot deel van het Mayagebied beheerste. De Maya ontwikkelden een hiëroglyfisch schrift, evenals de Zapoteken. Beide schriften hebben waarschijnlijk een gemeenschappelijke oorsprong, mogelijk bij de Olmeken. De Zapoteken bouwden hun (ceremoniële) hoofdstad in Monte Albán, waarvoor zij een hele bergtop afvlakten, terwijl de Totonaken El Tajín bouwden. 
Vanaf ongeveer de vierde eeuw bloeide de oude Mayastad Kaminaljuyu daar ook weer op, nadat het een periode van ontvolking had gekend, maar nu als bijna een kopie van de grootmacht in het noordwesten. Het lijkt alsof de stad ingenomen was door mensen uit Teotihuacán. Iets dergelijks gebeurde in 378 na Chr. toen de grootste Mayastad van dat moment, Tikal (in de Petén), binnengevallen werd door mensen uit Teotihuacán. De Mayakoning stierf en er werd een nieuwe dynastie op de troon gezet. Snel kreeg de architectuur van Tikal Centraal-Mexicaanse trekken. Ook de eerste koning van de Mayastad Copán (West-Honduras) beriep zich op banden met Teotihuacán.

## Verval
Tot voor kort werd de klassieke periode in Meso-Amerika door de wetenschap nogal eens als de grote bloeiperiode beschouwd, waaraan rond 900 na Chr. op dramatische manier (vooral bij de Maya's) een einde kwam. In populairwetenschappelijke werken leeft dit beeld nog steeds. Zie bijvoorbeeld het recent verschenen werk van Jared Diamond "Collapse", in het Nederlands vertaald als "Ondergang". Hierin beschrijft de auteur de "Ondergang van de Maya's", die volgens hem te wijten was aan het uitputten van de natuurlijke grondstoffen. In werkelijkheid lagen de zaken ingewikkelder. Inmiddels weet men dat de bloei van de Mayacultuur al begon in de formatieve periode (met El Mirador en andere steden) en dat de Mayacultuur na 900 niet helemaal verdween, maar eerder van karakter veranderde. Beroemde Mayasteden als Uxmal en Chichen Itza bloeiden bijvoorbeeld ná de voorgestelde "ondergang". Wat er precies gebeurde is echter nog niet duidelijk. Feit is dat de Peténregio in de klassieke periode de dichtstbevolkte Mayaregio was, waar twee grote steden de dienst uitmaakten (Tikal en rivaal Calakmul). Een verenigd Mayarijk is er echter nooit geweest en bestond ook toen niet. In plaats daarvan was het zoals op de meeste plaatsen in Meso-Amerika een mozaïek van stadstaten.